# Lung Sihung
Lung Sihung (kinesiska: 郎雄, pinyin: Lang Xiong), född Lang Yisan (郎益三) i Jiangsu 1930, Kina, död 2002 i Taipei, Taiwan, var en taiwanesisk filmskådespelare.
Lung kom som soldat i nationalistarmén till Taiwan 1949 men började kort därefter arbeta som skådespelare. För en internationell publik blev han känd efter att Ang Lee hade bett honom spela huvudrollen i filmen Pushing Hands 1991. Han medverkade sedan i flera av Lees filmer (Bröllopsfesten; Mat, dryck, man, kvinna; Crouching Tiger Hidden Dragon). Lung, som var aktiv katolik, fick 1993 av Johannes Paulus II ta emot Sankt Silvesterorden.